# Морзох
Морзох (рос. Морзох) — село в Урванському районі Кабардино-Балкарії Російської Федерації.
Орган місцевого самоврядування — сільське поселення Морзох. Населення становить 1200 осіб.

## Історія
Згідно із законом від 27 лютого 2005 року органом місцевого самоврядування є сільське поселення Морзох.

## Населення
| 2002  | 2010  | 2012  | 2013  | 2014  | 2015  | 2016  |
| ----- | ----- | ----- | ----- | ----- | ----- | ----- |
| 1254  | ↘1200 | ↘1190 | ↗1208 | ↗1217 | ↗1223 | ↘1218 |
| 2017  | 2018  | 2019  | 2020  |       |       |       |
| ↘1215 | ↘1203 | ↘1201 | ↘1198 |       |       |       |